# لوانو
لوانو هي بلدية في مقاطعة سافونا في منطقة ليغوريا الإيطالية ، وتقع على بعد حوالي 60 كيلومتر (37 ميل) جنوب غرب جنوة وحوالي 30 كيلومتر (19 ميل) جنوب غرب سافونا .
تقع لوانو على حدود البلديات التالية: باردينيتو و بويسانو و بورغيتو سانتو سبريتو و بيترا ليغور .

## تاريخ
تعود أصول لوانو إلى ما قبل الرومان (الاكتشافات التي تعود إلى عصور ما قبل التاريخ في تلة سان داميانو وما قبل العصر الروماني في المدينة القديمة الحالية حديثة) ، خلال العصر الروماني تم بناء الفيلات في هذه المنطقة ؛ ويمكن رؤية فسيفساء رومانية من العصر الإمبراطوري في الطابق الرئيسي من بالازو دوريا .
في القرن الثامن ، وبفضل تبرع كارولينجيين ، تم التبرع بالمنطقة المسماة لوفينيس (المقابلة لأول اسم موقع لواني) لدير سان بيترو البينديكتيني في فاراتيلا ( تويرانو ) الذي أسس كنيسة نوسترا سينيورا دي لوريتو بالقرب من ميناء.

## المدن التوأم
- Francheville, France, since 1998[3]

## روابط خارجية
- الموقع الرسمي